# U-543
 U-543  — немецкая подводная лодка типа IXC/40, времён Второй мировой войны.
Заказ на постройку субмарины был отдан 5 июня 1941 года. Лодка была заложена на верфи судостроительной компании «Дойче Верфт АГ» в Гамбурге 3 июля 1942 года под строительным номером 364, спущена на воду 3 февраля 1943 года, 21 апреля 1943 года под командованием капитан-лейтенанта Ханса-Юргена Хелльригеля вошла в состав учебной 4-й флотилии. 1 ноября 1943 года вошла в состав 10-й флотилии.
Лодка совершила 2 боевых похода, успехов не достигла. 2 июля 1944 года лодка была потоплена в Центральной Атлантике, к юго-западу от Тенерифе, в районе с координатами 25°34′ с. ш. 21°36′ з. д. глубинными бомбами и самонаводящейся торпедой с американского самолёта типа «Эвенджер» из авиагруппы эскортного авианосца USS Wake Island (CVE 65). Все 58 членов экипажа погибли. Среди погибших числится бывший главный инженер подводной лодки U-96, обер-лейтенант Ганс Петер Денгель, образ которого впоследствии был использован в качестве прототипа одного из героев художественного фильма «Подводная лодка», главного инженера по прозвищу «Шеф».
U-543 была оснащена шноркелем.